# Jonni Fulcher
Jonathan (Jonni) Fulcher, född 22 september 1974 i Inverness, är en brittisk professionell biljardspelare.

## Titlar

### Snooker
- 20.05.2007 Grand Casino Open, Black Ball, Baden
- 11.02.2007 Zuri Oberland Cup, Pfäffikon
- 28.01.2007 Swiss QT, Adliswill
- 17.12.2006 Swiss QT, Baden
- 03.11.2006 Billiardino Snooker Open, Billiardino Club, Zurich
- 29.10.2006 Swiss QT, Köniz
- 04.03.2006 Swiss, Finale Leman Cup  Morges
- 24.02.2006 Swiss, Aargauer Master Cup RT-4  Zofingen (Medela Sports)
- 14.01.2006 Swiss QT  Morges
- 12.01.2006 Swiss, Leman Cup  Morges
- 22.12.2005 Swiss, Leman Cup  Morges
- 05.11.2005 Swiss Elite-QT  Baden
- 26.10.2005 Swiss Jackpot Zofingen
- 08.10.2005 Swiss QT  Biel
- 19.02.2005 Swiss QT-Elite  Baden
- 13.11.2004 Swiss Elite-QT  Baden
- 30.10.2004 Swiss National Open Baden
- 19.04.2004 Swiss Championship
- 03.04.2004 Swiss QT  Zofingen
- 13.03.2004 Swiss QT  Zofingen
- 21.02.2004 Swiss QT  Brugg
- 31.01.2004 Swiss QT  Morges
- 10.01.2004 Swiss, 7. Int. Dreikönigsturnier  Adliswil
- 25.10.2003 Swiss, QT  Zofingen
- 1999	British Universities Individual Champion
- 1997	British Universities National Team Champions

### Pool
- 06.10.2012 Busta Open 10-Ball, vV, Carouge, Genève, Schweiz
- 28.05.2007 Montfortpokal, Österrike
- 25.11.2006 Swiss Ranking QT – 14-1, Bumpliz
- 04.11.2006 Swiss Ranking QT -  9-Ball, Bremgarten
- 07.10.2006 Poolcomp.com Eurotour 2006 Swiss Open Champion
- 30.09.2006 Kvalificerad för IPT Tour Card Playoff i Lampertheim, Tyskland
- 10.09.2006 Swiss Double Open Champion, Sion
- 20.08.2006 Swiss Triple Open 14/1 Champion, totalt andra plats i Bumpliz, Bern
- 28.02.2006 Swiss Ranking QT – 14/1 endlos, Sion